# Maouda (Cameroun)
Pour les articles homonymes, voir Maouda.
Maouda (Maoda, Maola, Mahouda) est une localité du Cameroun située dans la commune de Maga, le département du Mayo-Danay et la Région de l'Extrême-Nord, à proximité de la frontière avec le Tchad.

## Population
Lors du recensement de 2005, on y a dénombré 1 747 personnes.